# Аткінсон (Іллінойс)
Аткінсон (англ. Atkinson) — місто (англ. town) в США, в окрузі Генрі штату Іллінойс. Населення — 965 осіб (2020).

## Географія
Аткінсон розташований за координатами 41°24′48″ пн. ш. 90°0′17″ зх. д. / 41.41333° пн. ш. 90.00472° зх. д. (41.413331, -90.004662).  За даними Бюро перепису населення США в 2010 році місто мало площу 4,12 км², з яких 4,08 км² — суходіл та 0,04 км² — водойми.

## Демографія
Згідно з переписом 2010 року, у місті мешкали 972 особи в 429 домогосподарствах у складі 274 родин. Густота населення становила 236 осіб/км².  Було 459 помешкань (111/км²).
Расовий склад населення:
| - 99,2 % — білих - 0,1 % — корінних американців - 0,1 % — азіатів |

До двох чи більше рас належало 0,3 %. Частка іспаномовних становила 2,0 % від усіх жителів.
За віковим діапазоном населення розподілялося таким чином: 22,8 % — особи молодші 18 років, 58,9 % — особи у віці 18—64 років, 18,3 % — особи у віці 65 років та старші. Медіана віку мешканця становила 43,1 року. На 100 осіб жіночої статі у місті припадало 103,8 чоловіків;  на 100 жінок у віці від 18 років та старших — 98,9 чоловіків також старших 18 років.
Середній дохід на одне домашнє господарство  становив 57 490 доларів США (медіана — 42 143), а середній дохід на одну сім'ю — 73 238 доларів (медіана — 74 297). За межею бідності перебувало 11,0 % осіб, у тому числі 9,7 % дітей у віці до 18 років та 13,2 % осіб у віці 65 років та старших.
Цивільне працевлаштоване населення становило 507 осіб. Основні галузі зайнятості: освіта, охорона здоров'я та соціальна допомога — 22,5 %, виробництво — 12,0 %, будівництво — 11,6 %.